# Danse libre

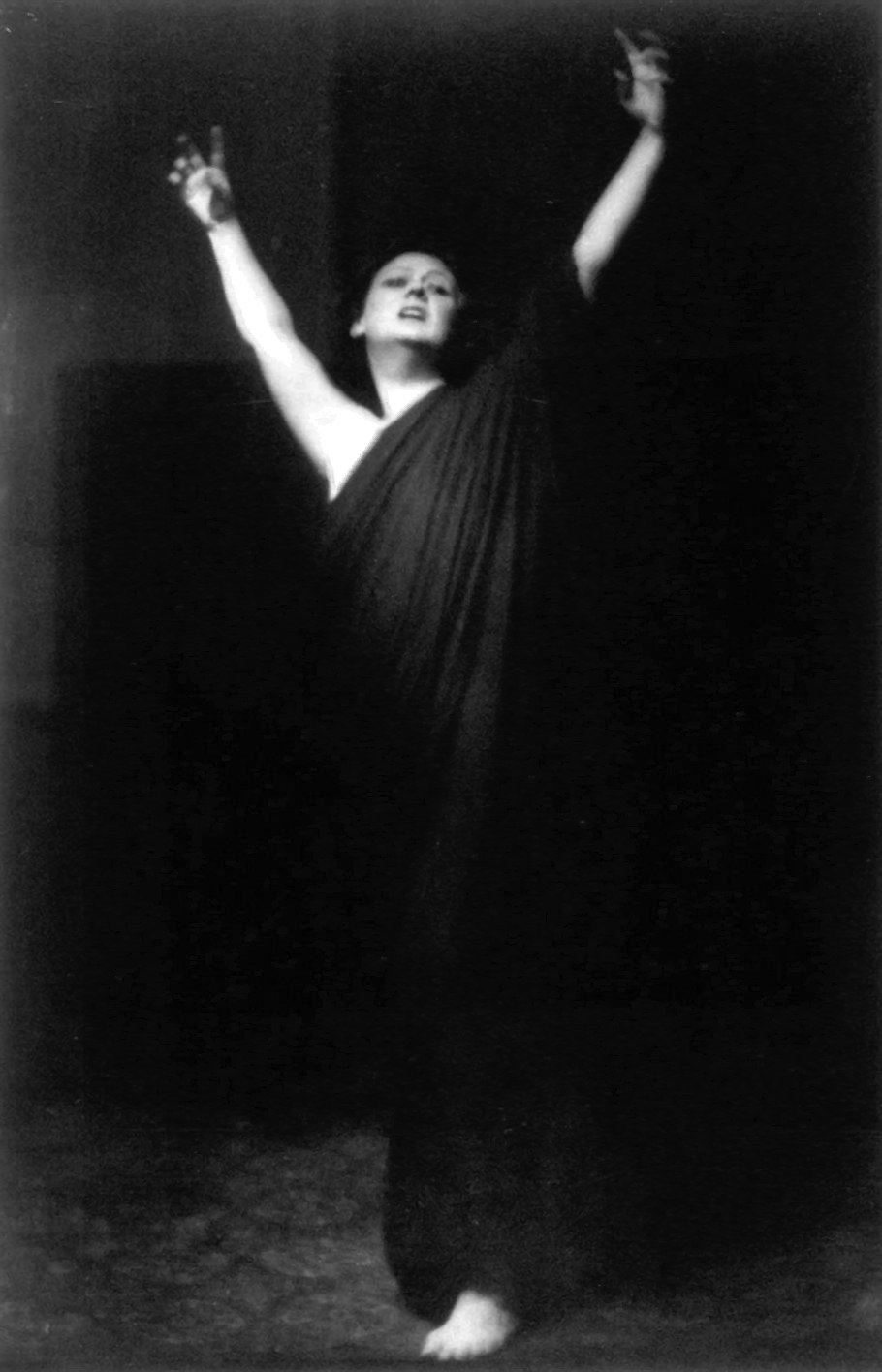
Photo d'Isadora Duncan, une des pionnière de la danse libre, par Arnold Genthe.

La danse libre est un courant artistique apparu à la fin du XIXe siècle en Europe. S'inspirant des recherches de François Delsarte, la danse libre rompt avec les codes académiques du ballet classique. Elle prône un retour à l'expérience sensorielle du mouvement, expérimentant la pesanteur, la respiration, l'élan, la tension-détente. Elle est considérée comme le point de départ de la danse moderne et de la danse contemporaine,. Parmi les pionniers de la danse libre, on peut citer :
- Loïe Fuller
- Isadora Duncan
- Raymond Duncan
- François Malkovsky
- Margaret Morris
- Alexandre Sakharoff
- Akarova
- Ruth Saint Denis

Selon François Malkovsky, la danse libre tend à libérer le corps et l’esprit des contraintes et tensions excessives, et développe la réceptivité et la fluidité du geste dans le respect de la physiologie du mouvement.[réf. nécessaire]
Un dossier documentaire consacré à ce thème est accessible sur le Portail de la Médiathèque du Centre national de la danse.